# Гардін (Техас)
Гардін (англ. Hardin) — місто (англ. city) в США, в окрузі Ліберті штату Техас. Населення — 768 осіб (2020).

## Географія
Гардін розташований за координатами 30°8′57″ пн. ш. 94°44′16″ зх. д. / 30.14917° пн. ш. 94.73778° зх. д. (30.149233, -94.737749).  За даними Бюро перепису населення США в 2010 році місто мало площу 6,71 км², уся площа — суходіл.

## Демографія
Згідно з переписом 2010 року, у місті мешкало 819 осіб у 313 домогосподарствах у складі 233 родин. Густота населення становила 122 особи/км².  Було 347 помешкань (52/км²).
Расовий склад населення:
| - 92,4 % — білих - 1,0 % — чорних або афроамериканців - 0,7 % — корінних американців - 0,1 % — азіатів - 3,5 % — осіб інших рас |

До двох чи більше рас належало 2,2 %. Частка іспаномовних становила 9,3 % від усіх жителів.
За віковим діапазоном населення розподілялося таким чином: 25,2 % — особи молодші 18 років, 58,3 % — особи у віці 18—64 років, 16,5 % — особи у віці 65 років та старші. Медіана віку мешканця становила 40,3 року. На 100 осіб жіночої статі у місті припадало 95,0 чоловіків;  на 100 жінок у віці від 18 років та старших — 89,2 чоловіків також старших 18 років.
Середній дохід на одне домашнє господарство  становив 58 288 доларів США (медіана — 44 474), а середній дохід на одну сім'ю — 68 424 долари (медіана — 55 521). За межею бідності перебувало 17,1 % осіб, у тому числі 27,6 % дітей у віці до 18 років та 3,8 % осіб у віці 65 років та старших.
Цивільне працевлаштоване населення становило 370 осіб. Основні галузі зайнятості: роздрібна торгівля — 20,5 %, мистецтво, розваги та відпочинок — 13,2 %, фінанси, страхування та нерухомість — 10,8 %, виробництво — 9,7 %.